# Вибухи на Бостонському марафоні
42°20′59.2″ пн. ш. 71°04′44.1″ зх. д. / 42.349778° пн. ш. 71.078917° зх. д.

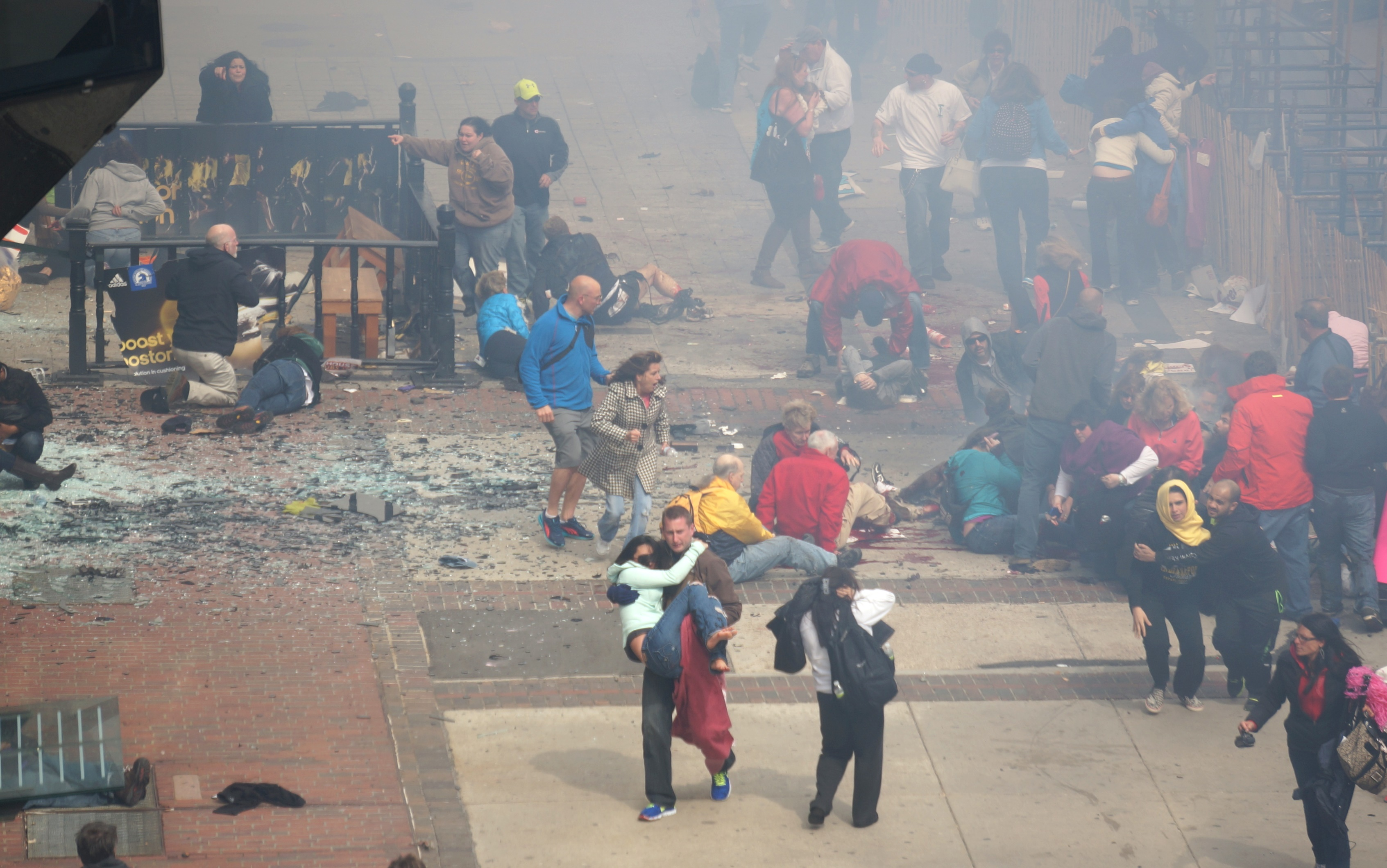
Після першого вибуху

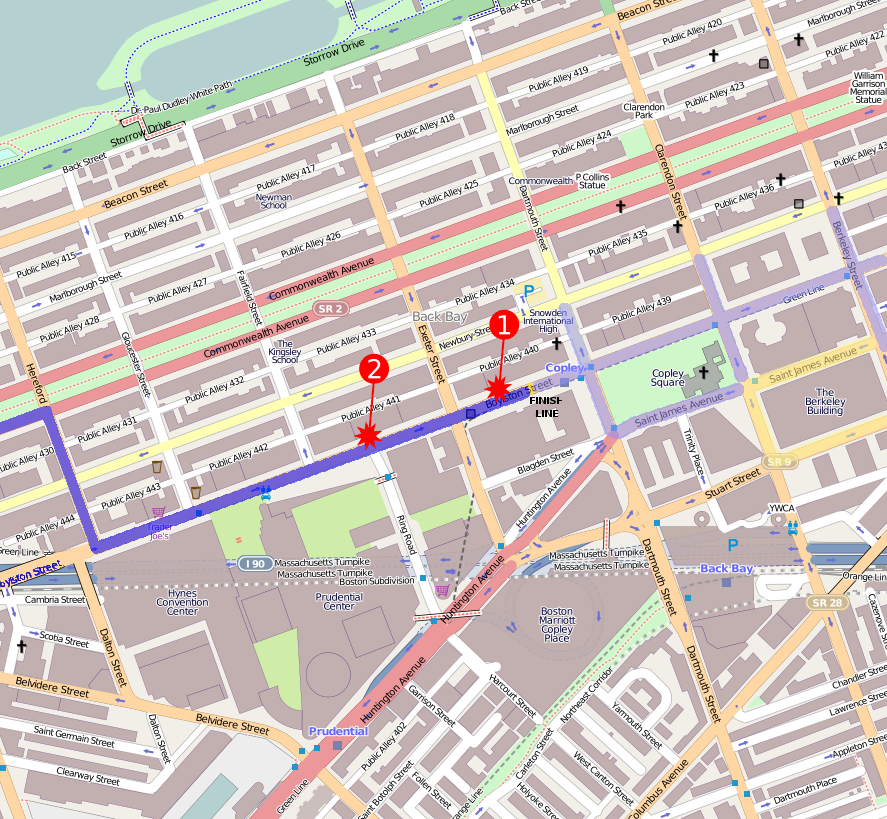
Карта вибухів

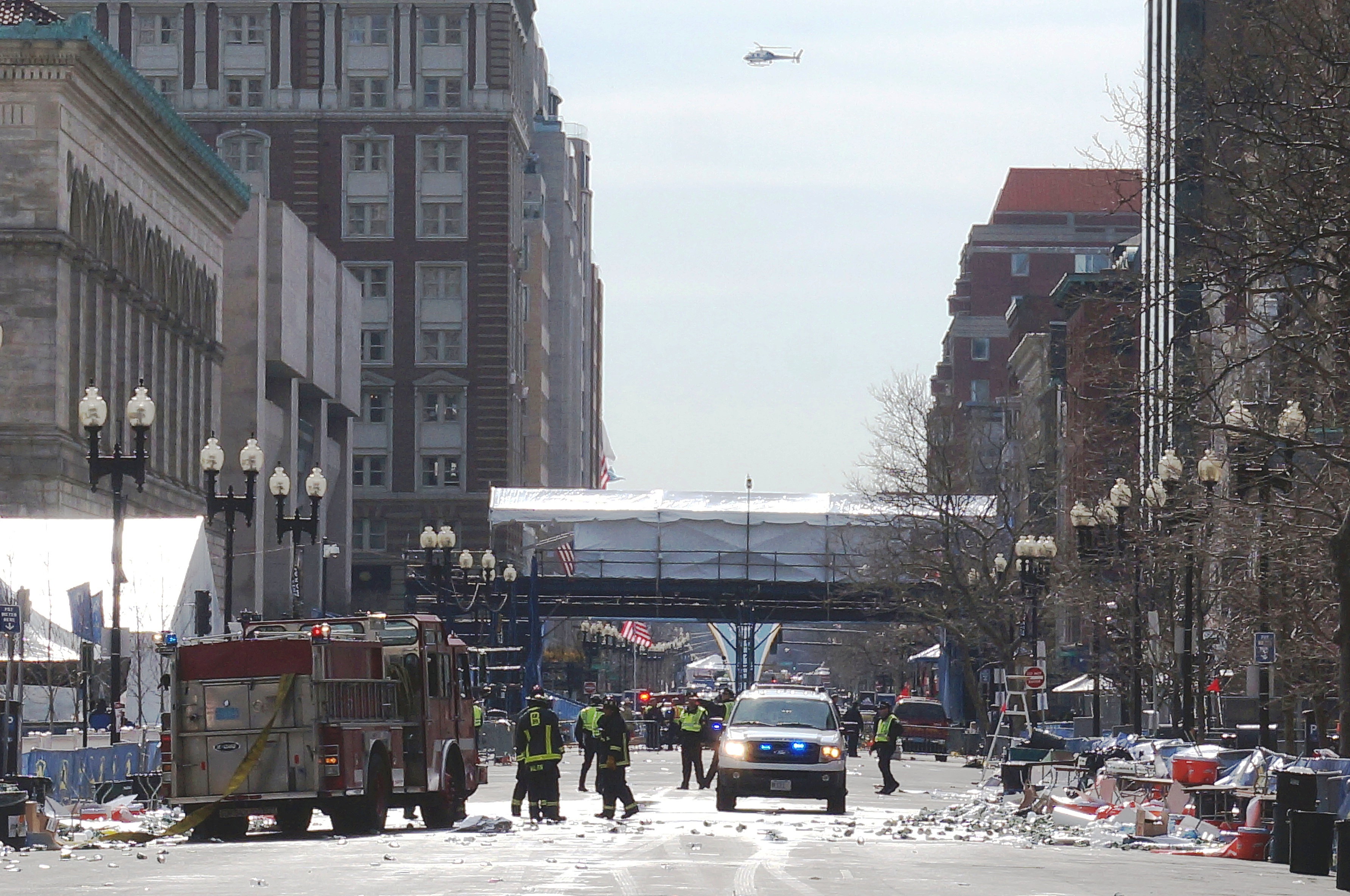
Аварійні служби на роботі після вибухів

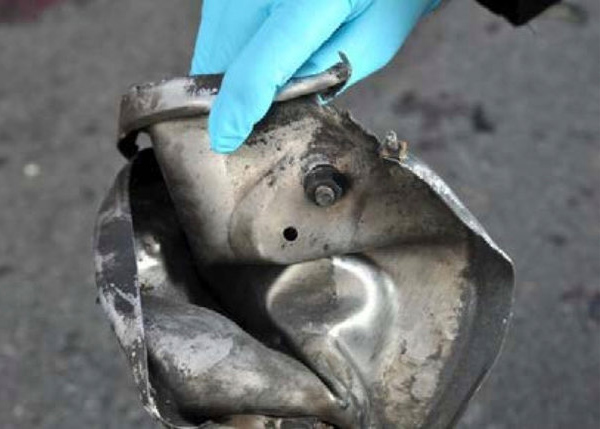
Фрагмент одного з саморобних вибухових пристроїв

Вибухи на Бостонському марафоні — терористичний акт 15 квітня 2013, в Бостоні, США під час фінішу щорічного Бостонського марафону; два вибухи, внаслідок яких загинуло три людини постраждали 183 осіб. Вибухи були офіційно названо терактом. В організації вибухів поліція підозрює двох вихідців з Чечні.

## Опис
В понеділок, 15 квітня 2013, в Бостоні в районі Коплі Скверу під час фінішу щорічного Бостонського марафону приблизно о 02:50 p.m. за місцевим часом (18:50 UTC) прогриміли два вибухи з різницею в часі 13 секунд, внаслідок яких загинуло три людини та 183 постраждали.
Через годину прогримів третій вибух у бібліотеці імені Джона Кеннеді, що за кілька миль від місця марафону. Однак згодом з'ясували, що це не було вибухом — у технічному відділі бібліотеки розпочалася пожежа. А налякані подіями на марафоні працівники сприйняли її як вибух.
Спочатку влада США заявляла, що ще надто рано говорити про теракт. Згодом надійшли повідомлення про те, що Президент США Барак Обама назвав події терористичним актом. Попередньо ні ФБР, ні поліція Бостона не отримували анонімних повідомлень про загрози вибуху.
Після вибуху була припинена робота всіх служб, що забезпечують мобільний зв'язок. Таким чином поліція намагалася уникнути імовірних подальших вибухів, які можуть бути здетоновані через мобільний телефон.

## Розслідування
Поліція Бостона звернулася до людей з проханням поділитися зазнятим на телефони відео під час марафону. До рук поліції потрапило відео, на якому видно, як хтось приносить на місце вибуху великий рюкзак. З допомогою матеріалів від випадкових свідків офіцери сподіваються чіткіше побачити, що за чоловік приніс цей рюкзак, і чи врешті-решт він його залишив на місці вибуху. Пізніше ФБР опублікувало фото двох підозрюваних чоловіків яких було оголошено у розшук.
Вранці в п'ятницю 19 квітня з'являється повідомлення про те, що в містечку Вотертаун (передмістя Бостона) біля одного з гуртожитків Массачусетського технологічного університету було вбито полісмена. Прибулі на місце злочину правоохоронці зав'язують перестрілку з двома чоловіками, одного з яких вбивають, а другому вдається втекти. Згодом з'ясовується, що ці двоє дуже схожі на тих, чиї фото оприлюднило ФБР, це рідні брати Тамерлан і Джохар Царнаєви, вихідці з Чечні. Розпочинається операція з пошуку другого підозрюваного.
Другого підозрюваного 19-річного Джохара Царнаєва затримують в ніч з п'ятниці на суботу в місті Вотертаун (штат Массачусетс). Його сліди вистежили після викрадення автомобіля на автозаправній станції та замаху на полісмена. «Підозрюваний потрапив у наше поле зору після жорстокого замаху на нашого офіцера і пограбування, а точніше викрадення автомобіля на автозаправці, у нас є запис камери», — сказав на прес-конференції в Вотертаун комісар бостонської поліції Ед Девіс. Потім, за його словами, в поліцію надійшов телефонний дзвінок. За названою адресою виїхали троє полісменів Бостона разом з військовослужбовцями і агентами ФБР. «Із будинку вийшов чоловік, де він перебував весь день і сказав, що помітив кров на його моторному човні у дворі», — розповів Девіс. Через годину, зазначив він, «виникла перестрілка з людиною в катері, співробітники ФБР проникли всередину і витягли його з катера». Перед цим поліція, як запевнив комісар, намагалася налагодити контакт з підозрюваним, вимагаючи, щоб він здався добровільно. Як сказав Девіс, Царнаєв знаходиться в лікарні у важкому стані після перестрілки, яка сталася ще напередодні, коли загинув його старший брат Тамерлан. З'ясувалося що перед затриманням він вчинив спробу самогубства, поранивши горло, таким чином є ризик, що він може назавжди втратити голос. В понеділок 22 квітня, Джохар прийшов до тями. З ним уже встигли поспілкуватися кілька агентів. Оскільки хлопець не може говорити, він відповідає на запитання письмово.
22 квітня поліція США оприлюднила інформацію про те, як саме загинув Тамерлан Царнаєв. Виявилося, що його спеціально збив на авто молодший брат. Він зробив це тоді, коли зрозумів, що брат схоплений поліцією і не може втекти..
15 травня 2015 року було винесено вирок у справі теракту. Джохара Царнаєва було визнано винним за усіма 30 пунктами обвинувачення і засуджено до смертної кари.

## Підозрювані та їх мотиви
Як повідомляє Associated Press, підозрювані у скоєні терактів у Бостоні є громадянами Росії, які приїхали з північнокавказького регіону поряд з Чечнею. Згідно з джерелами видання, обидва чоловіків жили у США вже більше року. Пізніше співробітник бостонської філії CBS News Петер Вілсон повідомив з посиланням на телеканал, що підозрюваний в організації теракту в Бостоні 19-річний Джохар Царнаєв отримав громадянство США 11 вересня 2012 року. Раніше джерела CNN повідомляли, що Джохар Царнаєв прибув до США разом з сім'єю на початку 2000-х років. Згодом вони звернулися до американської влади за наданням притулку. Цю інформацію підтвердив і дядько братів Царнаєвих Руслан Царні. Руслан Царні дав коментар американському телебаченню, заперечивши релігійні мотиви здійснення теракту. Він наголосив, що Царнаєви могли влаштувати теракт через те, що були невдахами.
Джохар Царнаев, якого підозрюють в організації вибухів на бостонському марафоні, в той же день написав твіт з цитатою з пісні, а також відповів на твіт іншого користувача про теракт. «Ain't no love in the heart of the city, stay safe people», — цитують твіт в мікроблозі молодшого з двох братів Царнаєвих CNN і Daily Mail. Повідомлення можна перекласти як «Немає любові в серці міста, бережіть себе». Царнаєв використовував цитату з відомої R&B-пісні, яку переспівав, серед інших виконавців, Jay-Z. Пізніше Царнаєв відповів на повідомлення в Twitter про те, що серед загиблих під час теракту була дівчина, коханий якої хотів їй освідчитись на марафоні. «Fake story», — написав Царнаев, вказуючи на неправду. Згодом він знову залишив у своєму мікроблозі на Twitter повідомлення. «Я стресостійкий хлопець», — написав 19-річний Джохар.
Незадовго до теракту на марафоні у Бостоні у на акаунті соцмережі Twitter Джохара Царнаєва був статус: «Буду вмирати молодим».
А за 5 місяців до теракту на акаунті старшого брата на YouTube з'явився плейлист під назвою «Терорист» та посилання на «Кавказький емірат». В американських спецслужбах припускають, що один з братів був завербований ісламістами в Росії. Спецслужби не виключають, що за хлопцями могла стояти російська екстремістська організація «Кавказький емірат». Ця організація брала на себе відповідальність за низку терактів у Росії, зокрема, вибух в Домодєдово у 2011 році.
Виявляється, що у 2011-му році спецслужби Росії попередили ФБР про те, що Тамерлан Царнаєв міг стати послідовником радикального ісламу. Про це стало відомо під час засідання в Конгресі, де розглядали питання про те, чи можна було уникнути бостонського теракту.

## Загиблі
Троє померлих в двох вибухах під час марафону — це 8-річний хлопчик, 29-річна жінка (обоє були американцями) та 23-річна студентка з Китаю. Всі вони не були жителями Бостона, а приїхали в центр міста спеціально, щоб подивитися на спортивні змагання. Також кільком постраждалим довелося ампутувати кінцівки. Крім того в ході розслідування був убитий один поліцейський та один з підозрюваних.

## Реакція
Президент США Барак Обама після теракту особисто прибув у Бостон на місце злочину. Президент сказав, що все ще невідомо, ні хто організував вибухи, ні для чого він це зробив. «Але будьте певні: ми знайдемо всіх винуватців — і вони відчують, що таке справедливість і правосуддя», — запевнив Барак Обама.
Співчуття американцям висловили лідери десятків країн світу, генеральний секретар ООН Пан Гі Мун та генеральний секретар НАТО Андерс Фог Расмуссен.
Президент України Віктор Янукович і глава МЗС Леонід Кожара висловили співчуття у зв'язку з терактом у Бостоні. Відомо що участь у марафоні брали 6 українців, з них ніхто не загинув.